# 鎮海樓公園

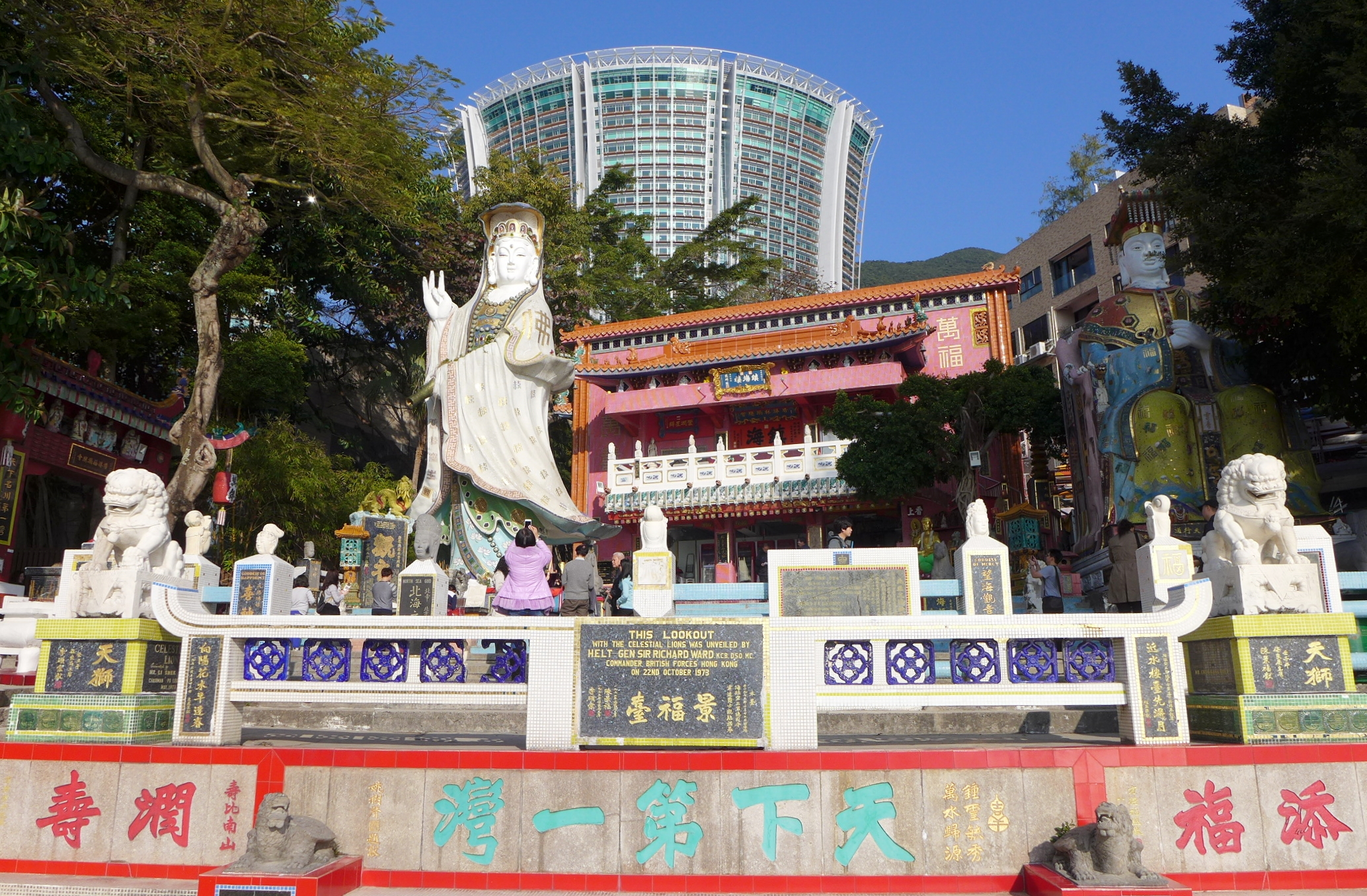
石像：設有兩座分別高10多米的天后像及觀音像

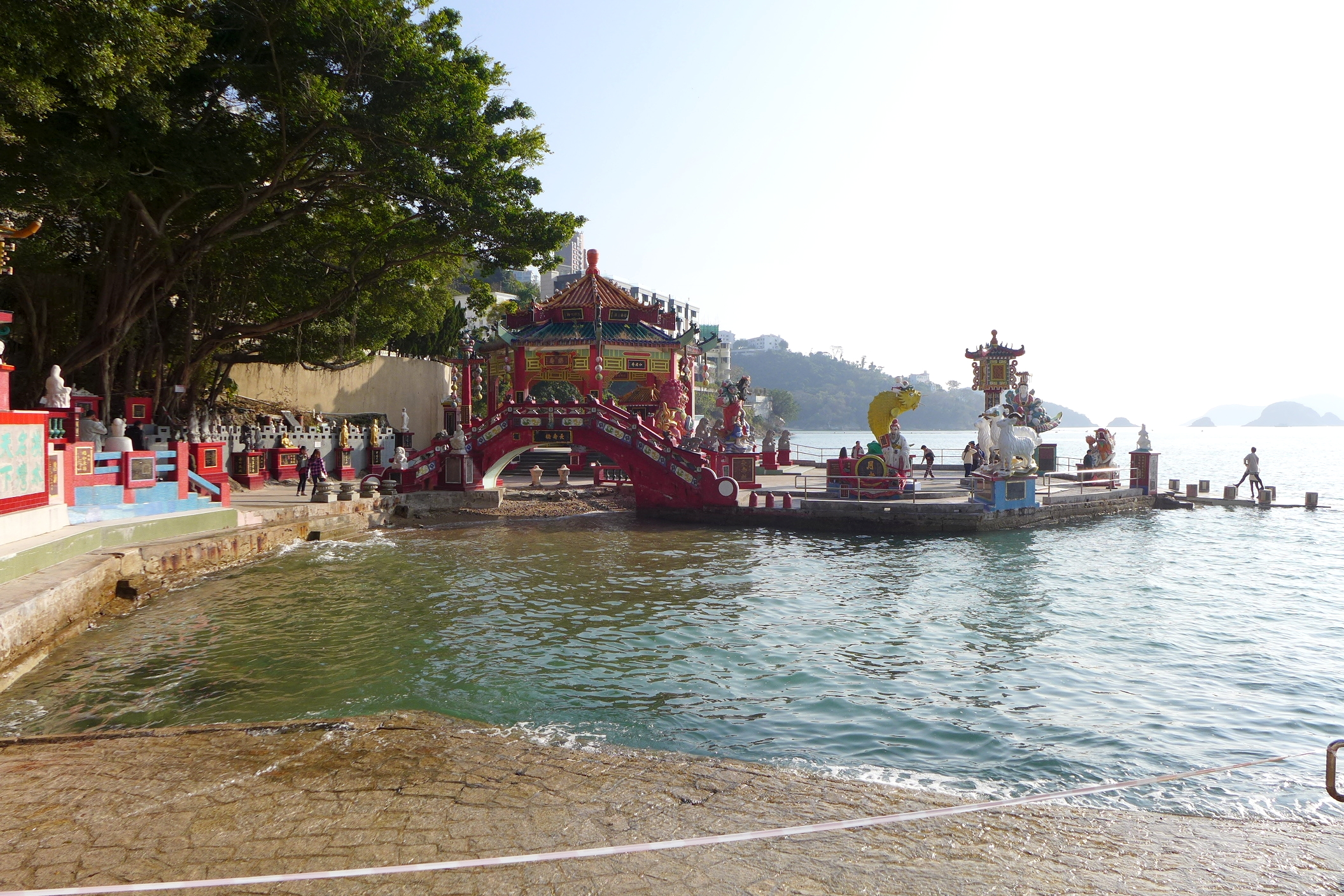
海邊

鎮海樓公園（英語：Kwun Yam Shrine）是香港一個公園，位於香港島南區淺水灣的東面。公園建於1974年，具有濃厚中國文化的古典色彩，並設有兩座分別高10多米的天后像及觀音像，也有海龍王、河伯、麻姑及壽星公等塑像。園內特色景點還包括萬壽亭、長壽橋及象徵「金鰲獻壽」的鰲魚雕塑。園內也設有中國香港拯溺總會的總部大樓。:67:185-192